# Atletica leggera ai Giochi della XXX Olimpiade - Marcia 50 km

Video ufficiale della gara

Ai Giochi della XXX Olimpiade, la competizione della marcia 50 km si è svolta l'11 agosto nella città di Londra, con partenza alle ore 9:00.

## Presenze ed assenze dei campioni in carica
Per i campionati europei si considera l'edizione del 2010.
| Competizione                   | Atleta            | Prestazione | Londra 2012  |
| ------------------------------ | ----------------- | ----------- | ------------ |
| Olimpiadi 2008                 | Alex Schwazer     | 3h37'09"    | Squalificato |
| Europei 2010                   | Yohann Diniz      | 3h40'37"    | Presente     |
| Asiatici 2010                  | Si Tianfeng       | 3h47'04"    | Presente     |
| Panamericani 2011              | Horacio Nava      | 3h48'58"    | Presente     |
| Mondiali 2011                  | Denis Nižegorodov | 3h42'45"    | Assente      |
| Coppa del mondo di marcia 2012 | Jared Tallent     | 3h40'32"    | Presente     |

## Record
| Record mondiale      | Denis Nižegorodov | 3h34'14" | Čeboksary | 11 maggio 2008 |
| Record olimpico      | Alex Schwazer     | 3h37'09" | Pechino   | 22 agosto 2008 |
| Capolista stagionale | Sergej Kirdjapkin | 3h38'08" | Saransk   | 13 maggio 2012 |

## Ordine d'arrivo
L'ordine d'arrivo ufficiale è stato il seguente.
| Pos.    | Atleta                | Paese         | Tempo     | Note                                    |
| ------- | --------------------- | ------------- | --------- | --------------------------------------- |
| Oro     | Jared Tallent         | Australia     | 3h 36'53" | Miglior prestazione mondiale stagionale |
| Argento | Si Tianfeng           | Cina          | 3h 37'16" | Miglior prestazione personale           |
| Bronzo  | Robert Heffernan      | Irlanda       | 3h 37'54" |                                         |
| 4       | Li Jianbo             | Cina          | 3h 39'01" | Miglior prestazione personale           |
| 5       | Matej Tóth            | Slovacchia    | 3h 41'24" |                                         |
| 6       | Łukasz Nowak          | Polonia       | 3h 42'47" | Miglior prestazione personale           |
| 7       | Kōichirō Morioka      | Giappone      | 3h 43'14" | Miglior prestazione personale           |
| 8       | André Höhne           | Germania      | 3h 44'26" |                                         |
| 9       | Bertrand Moulinet     | Francia       | 3h 45'35" | Miglior prestazione personale           |
| 10      | Park Chil-sung        | Corea del Sud | 3h 45'55" |                                         |
| 11      | Ivan Trocki           | Bielorussia   | 3h 46'09" | Miglior prestazione personale           |
| 12      | Jarkko Kinnunen       | Finlandia     | 3h 46'25" | Miglior prestazione personale           |
| 13      | Horacio Nava          | Messico       | 3h 46'59" |                                         |
| 14      | Marco De Luca         | Italia        | 3h 47'19" |                                         |
| 15      | Rafał Sikora          | Polonia       | 3h 47'47" |                                         |
| 16      | Ihor Hlavan           | Ucraina       | 3h 48'07" | Miglior prestazione personale           |
| 17      | Jesús Ángel García    | Spagna        | 3h 48'32" |                                         |
| 18      | Trond Nymark          | Norvegia      | 3h 48'37" |                                         |
| 19      | Nathan Deakes         | Australia     | 3h 48'45" |                                         |
| 20      | Omar Zepeda           | Messico       | 3h 49'14" |                                         |
| 21      | Christopher Linke     | Germania      | 3h 49'19" |                                         |
| 22      | Alexandros Papamihail | Grecia        | 3h 49'56" |                                         |
| 23      | Luke Adams            | Australia     | 3h 53'41" |                                         |
| 24      | Emerson Hernandez     | El Salvador   | 3h 53'57" |                                         |
| 25      | José Leyver           | Messico       | 3h 55'00" |                                         |
| 26      | Brendan Boyce         | Irlanda       | 3h 55'01" | Miglior prestazione personale           |
| 27      | Quentin Rew           | Nuova Zelanda | 3h 55'03" | Miglior prestazione personale           |
| 28      | Cedric Houssaye       | Francia       | 3h 55'16" |                                         |
| 29      | Marc Mundell          | Sudafrica     | 3h 55'32" |                                         |
| 30      | Fredy Hernández       | Colombia      | 3h 56'00" | Miglior prestazione personale           |
| 31      | Yim Junghyun          | Corea del Sud | 3h 56'34" |                                         |
| 32      | Serhiy Budza          | Ucraina       | 3h 56'35" |                                         |
| 33      | Basanta Bahadur Rana  | India         | 3h 56'48" |                                         |
| 34      | Zhao Jianguo          | Cina          | 3h 56'59" |                                         |
| 35      | Kim Dong-Young        | Corea del Sud | 3h 57'33" |                                         |
| 36      | Marius Cocioran       | Romania       | 3h 57'52" | Miglior prestazione personale           |
| 37      | Pedro Isidro          | Portogallo    | 3h 58'59" |                                         |
| 38      | Antti Kempas          | Finlandia     | 4h 01'50" |                                         |
| 39      | Mikel Odriozola       | Spagna        | 4h 02'48" |                                         |
| 40      | John Nunn             | Stati Uniti   | 4h 03'28" | Miglior prestazione personale           |
| 41      | Maciej Rosiewicz      | Georgia       | 4h 05'20" |                                         |
| 42      | Igors Kazakevičs      | Lettonia      | 4h 06'47" |                                         |
| 43      | Tadas Šuškevičius     | Lituania      | 4h 08'16" |                                         |
| 44      | Xavier Moreno         | Ecuador       | 4h 09'23" |                                         |
| 45      | Milos Batovsky        | Slovacchia    | 4h 09'32" |                                         |
| 46      | Vitaliy Anichkin      | Kazakistan    | 4h 14'09" |                                         |
| 47      | Benjamin Sánchez      | Spagna        | 4h 14'40" |                                         |
| 48      | Dominic King          | Regno Unito   | 4h 15'05" |                                         |
| –       | Rafał Fedaczyński     | Polonia       | dnf       |                                         |
| –       | Nenad Filipović       | Serbia        | dnf       |                                         |
| –       | Takayuki Tami         | Giappone      | dnf       |                                         |
| –       | João Vieira           | Portogallo    | dnf       |                                         |
| –       | Edward Araya          | Cile          | dq        |                                         |
| –       | Erick Barrondo        | Guatemala     | dq        |                                         |
| –       | Andrés Chocho         | Ecuador       | dq        |                                         |
| –       | Yohann Diniz          | Francia       | dq        |                                         |
| –       | Colin Griffin         | Irlanda       | dq        |                                         |
| –       | Oleksiy Kazanin       | Ucraina       | dq        |                                         |
| –       | Jaime Quiyuch         | Guatemala     | dq        |                                         |
| –       | Yuki Yamazaki         | Giappone      | dq        |                                         |
|         | Sergej Kirdjapkin     | Russia        | 3h 35'59" | dq                                      |
|         | Igor' Erochin         | Russia        | 3h 37'54" | dq                                      |
|         | Sergej Bakulin        | Russia        | 3h 38'55" | dq                                      |